# Taz-Mania
Taz-Mania ist eine US-amerikanische Zeichentrickserie, die von 1991 bis 1993 von Warner Bros. Television produziert wurde. Die Serie dreht sich um die Abenteuer der Figur Taz, einen tasmanischen Teufel, der zuvor bereits in den Looney Tunes auftrat. Sie spielt im fiktiven Tazmanien.

## Inhalt
Die Serie folgt dem jungen Taz, einem gefräßigen tasmanischen Teufel, der als Erwachsener eine Figur in den klassischen Looney Tunes war. Er lebt mit seiner Familie in Tazmanien und arbeitet als Page in einem Hotel. Dort und mit seinen Freunden erlebt der herumwirbelnde Teufel seine Abenteuer.

## Produktion
Die Serie wurde 1991 von Warner Bros. Animation unter der Regie von Kieth Baxter, Gary Hartle, Leonard Robinson und Doug McCarthy produziert. Jess Harnell produzierte den Vorspanntitel, Richard Stone die Hintergrundmusik. FOX strahlte die Serie ab dem 7. September 1991 in den USA aus. Die letzte Folge wurde am 2. Mai 1995 gezeigt.
Es folgten Übersetzungen ins Italienische und Polnische. Die deutsche Erstausstrahlung bei ProSieben begann am 28. Mai 1994. Es folgten Wiederholungen bei Junior, kabel eins, Boomerang und  SF zwei.
| Rolle      | Originalsprecher |
| ---------- | ---------------- |
| Taz        | Jim Cummings     |
| Jake       | Debi Derryberry  |
| Jean       | Miriam Flynn     |
| Bull Gator | John Astin       |

## Nominierungen
- 1992: Nominierung für den Young Artist Award als Outstanding New Animation Series.